# Canadian Institute of Actuaries
Kanadyjski Instytut Aktuariuszy (ang. Canadian Institute of Actuaries lub CIA, franc. Institut canadien des actuaires) – narodowa organizacja aktuariuszy w Kanadzie. Instytut został powołany do życia 18 marca 1965 aktem parlamentu kanadyjskiego. Główne jego cele to
- rozwój nauk aktuarialnych,
- promowanie zastosowań nauk aktuarialnych we wszystkich aspektach życia,
- zdefiniowanie, promowanie i utrzymywanie wysokich standardów profesjonalnych wśród aktuarialnej społeczności.

Instytut zrzesza obecnie około 2500 członków.

## Członkostwo
CIA przyznaje tytuł  FCIA (od ang. Fellow of the Canadian Institute of Actuaries).
Egzaminy kwalifikacyjne organizowane są wspólnie z amerykańskim Towarzystwem Aktuariuszy
Dodatkowe stopnie członkowskie to: Associate, Correspondent i Affiliate.